# Цефідерокол
Цефідерокол, (англ. cefiderocol) — антибіотик, що використовується для лікування ускладнених інфекцій сечових шляхів у випадках, коли інші варіанти лікування є неефективними. Він показаний для лікування мультирезистентних Грам-негативних бактерій, включаючи Pseudomonas aeruginosa. Антибіотик вводиться шляхом ін'єкції у вену.
Цефідерокол належить до сімейства цефалоспоринів. Він був затверджений для медичного використання у США 14 листопада 2019 року.

## Медичне використання
Цефідерокол застосовується для лікування дорослих з ускладненими інфекціями сечовивідних шляхів, включаючи ниркові інфекції, що спричинені Грам-негативними мікроорганізмами, які мають обмежені або відсутні альтернативні варіанти лікування.

## Механізм дії
Цефідерокол має нестандартний механізм проникнення в бактеріальні клітини. Тоді як більшість антибіотиків потрапляють всередину бактерій шляхом пасивної дифузії через мембрани або проникаючи через транспортні білки, порини, у випадку цефідероколу має місце зв'язування останнього із залізом, за яким настає активне перенесення всього комплексу в клітину. Така стратегія векторизації можлива завдяки сидерофорам, низькомолекулярним метаболітам бактерій які використовуються для викачування заліза із навколишнього середовища. Відповідним чином, цефідерокол проникає в клітину використовуючи бактеріальну систему імпорту заліза. Цефідерокол є першим сидерофорним антибіотиком, який був затверджений Управлінням з контролю за продуктами і ліками США (FDA).

## Історія
В 2019 році цефідерокол був затверджений у США як антибактеріальний препарат для лікування дорослих віком від 18 років із ускладненими інфекціями сечовивідних шляхів, включаючи інфекції нирок, спричинені Грам-негативними мікроорганізмами, у випадках з обмеженими або відсутніми альтернативними варіантами лікування.
Безпека та ефективність цефідероколу була продемонстрована у дослідженні 448 пацієнтів із ускладненою інфекцією сечових шляхів. Для 72,6 % пацієнтів, яким вводили цефідерокол, симптоми захворювання та бактеріальний збудник захворювання зникли приблизно через сім днів після завершення курсу лікування, порівняно з 54,6 % у пацієнтів, які отримували альтернативний антибіотик. Частота клінічної відповіді була однаковою між двома групами лікування.
Маркування цефідерокола включає попередження щодо вищого рівня смертності, що спостерігається у пацієнтів, які отримували лікування цефідероколом, порівняно з тими, які отримували інші антибіотики в ході випробувань у важкохворих хворих на багаторезистентні грамнегативні бактеріальні інфекції. Причина збільшення смертності не встановлена. Деякі випадки смерті були наслідком погіршення або ускладнень інфекції або супутніх захворювань. Більш високий рівень смертності спостерігався у пацієнтів, які мали бактеріальну пневмонію, інфекції крові або сепсис. Безпека та ефективність цефідероколу не встановлена для лікування цих типів інфекцій.
Цефідерокол отримав статус «Сертифікований продукт для лікування інфекційних захворювань» (англ.Qualified Infectious Disease Product) від Управління з контролю за продуктами і ліками США (FDA) в результаті отримав пріорітетного розгляду заявки. 14 листопада 2019 року FDA дозволила компанії Shionogi & Co., Ltd комерційне розповсюдження антибіотику під торговою маркою Fetroja.